# Formel Nippon 2007
Formel Nippon-säsongen 2007 kördes över 9 omgångar. Tsugio Matsuda vann titeln.

## Delsegrare
| Datum        | Bana    | Vinnare            |
| ------------ | ------- | ------------------ |
| 1 april      | Fuji    | Benoît Tréluyer    |
| 15 april     | Suzuka  | Satoshi Motoyama   |
| 20 maj       | Motegi  | Takashi Kogure     |
| 10 juni      | Okayama | Ronnie Quintarelli |
| 8 juli       | Suzuka  | Satoshi Motoyama   |
| 26 augusti   | Fuji    | André Lotterer     |
| 16 september | Sugo    | Takashi Kogure     |
| 21 oktober   | Motegi  | Takashi Kogure     |
| 18 november  | Suzuka  | Satoshi Motoyama   |

## Slutställning
| Plats | Förare                 | Poäng |
| ----- | ---------------------- | ----- |
| 1     | Tsugio Matsuda         | 46    |
| 2     | Benoît Tréluyer        | 45    |
| 3     | Takashi Kogure         | 41    |
| 4     | Satoshi Motoyama       | 38    |
| 5     | André Lotterer         | 37    |
| 6     | Loïc Duval             | 31    |
| 7     | Ronnie Quintarelli     | 27    |
| 8     | João Paulo de Oliveira | 18    |
| 9     | Björn Wirdheim         | 17    |
| 10    | Michael Krumm          | 12    |